# Sebastiano Conca

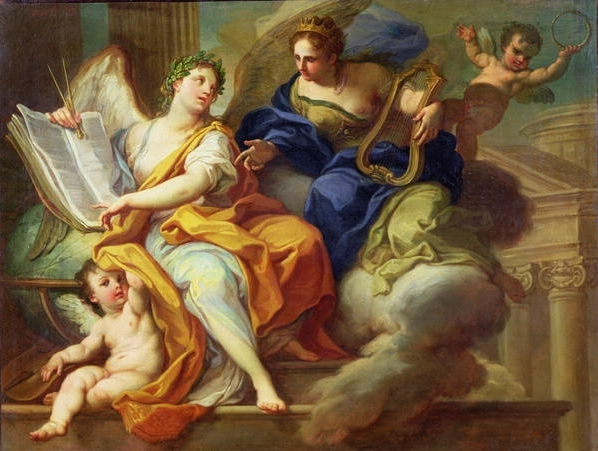
Urania ed Erato, Collezione privata.

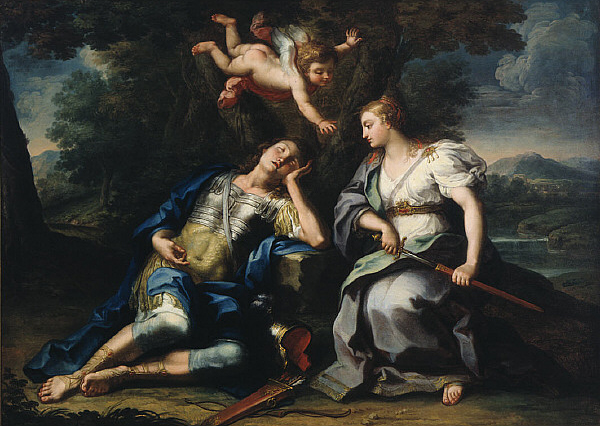
Rinaldo ed Armida, Saint Louis Art Museum.

Sebastiano Conca detto il Cavaliere (Gaeta, 8 gennaio 1680 – Napoli, 1º settembre 1764) è stato un pittore italiano.

## Biografia
Figlio di Erasmo Conca e Caterina de Iorio, era il maggiore di dieci fratelli. Si formò alla scuola napoletana di Francesco Solimena.

Dal 1706 si trasferì a Roma col fratello Giovanni, che fu il suo assistente. Qui si affiancò a Carlo Maratta e svolse una proficua attività di affrescatore e di artista di altari fin oltre il 1750. A contatto con quest'ultimo, il suo stile artistico esuberante si moderò parzialmente. A Roma, ebbe il cardinale Pietro Ottoboni come patrono e questi lo presentò a papa Clemente XI. In seguito a questo incontro, realizzò l'affresco raffigurante Geremia nella basilica di San Giovanni in Laterano. Per il dipinto fu ricompensato dal papa col titolo di cavaliere e dal cardinale con una croce di diamanti.
Nel 1710 aprì la sua accademia, la cosiddetta "Accademia del Nudo" che attrasse molti allievi da tutta Europa, tra cui Pompeo Batoni, i siciliani Olivio Sozzi e Giuseppe Tresca, e che servì per diffondere il suo stile in tutto il continente. Nel 1721 il cardinale Troiano Acquaviva d'Aragona gli commissionò gli affreschi del soffitto di Basilica di Santa Cecilia in Trastevere e dal 1725 gli concesse un appartamento nel Palazzo Farnese dove trasferì anche il suo studio. Nel 1729 entrò a far parte dell'Accademia di San Luca e ne divenne direttore in due diversi periodi. Nell'agosto 1731 il pittore fu chiamato a Siena per affrescare l'abside della Chiesa della Santissima Annunziata, per volontà testamentaria del rettore del Santa Maria della Scala, Ugolino Billò. Il lavoro venne terminato nell'aprile del 1732. Con la "Probatica Piscina" (o "Piscina di Siloan"), Conca si guadagnò la diffusa ammirazione dei contemporanei. In particolare, furono apprezzati l'ampio respiro dell'opera e la sapiente composizione, fedele al racconto evangelico e ricca di scrupolosi dettagli.
Fu in seguito tra l'altro al servizio della corte sabauda, e lavorò a Torino, all'oratorio di San Filippo e alla chiesa di Santa Teresa. Nel 1739 scrisse un libro dal titolo Ammonimenti, contenente precetti morali e artistici e dedicato a tutti i giovani che avessero voluto diventare pittori.
Dopo il suo ritorno a Napoli nel 1752, Conca passò, da queste esperienze di ispirazione classicheggiante, ai canoni, più grandiosi, del tardo barocco e del rococò e si ispirò soprattutto alle opere di Luca Giordano. Realizzò, in questo periodo, affreschi e tele abbaglianti e "illusionistiche".
Tra i suoi migliori allievi figura Giuseppe Ranucci della diocesi di Fondi ."Tutta la produzione oggi nota dell'artista si iscrive infatti nel periodo che va dal 1730, data per il quadro della chiesa dei Santi Celso e Giuliano, al 1757 della chiesa di San Lorenzo in Panisperna in Roma". Il quadro conservato nella chiesa di Santa Gemma, raffigurante la Madonna con il Bambino in Gloria, San Pancrazio con la palma romana e Santa Gemma in preghiera è dunque opera dell'età matura dell'artista che la realizzò nel 1758, un anno dopo della pala d'altare raffigurante la Concezione di Maria Vergine dipinta per i Francescani della chiesa romana di San Lorenzo in Panisperna.
Gaetano Lapis (Cagli, 1706 - Roma, 1773), detto anche il Carraccetto, che Sebastiano affidò al tutorato del cugino Giovanni nella cui casa il giovanissimo Gaetano avrebbe così vissuto i primi anni di apprendistato romano.
Una discreta celebrità ebbe anche il nipote di Sebastiano, il romano Tommaso Conca. Tra i suoi allievi ricordiamo anche il pittore barocco messinese Placido Campolo e il romano Andrea Casali, noto rappresentante della pittura Rococò.

## Opere

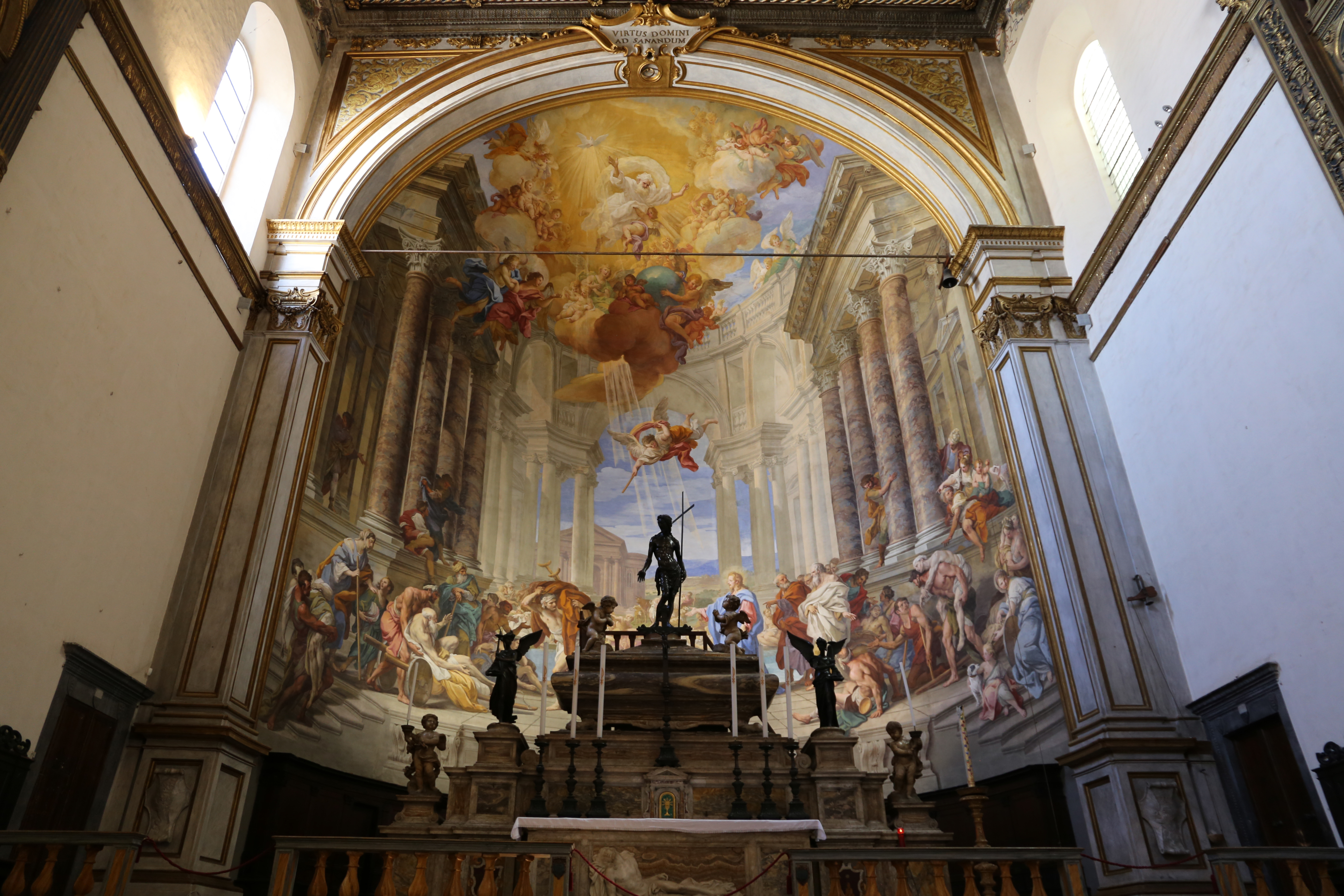
Piscina probatica, chiesa della Santissima Annunziata, Siena.

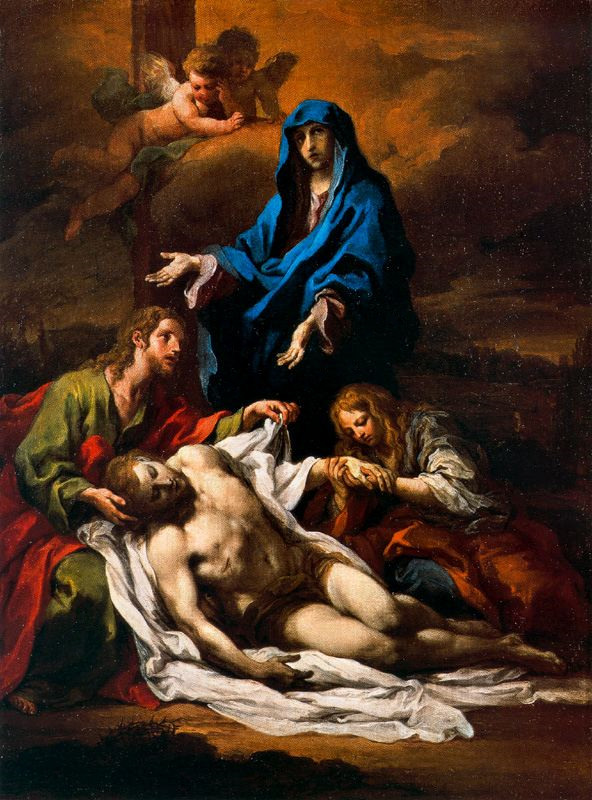
Deposizione, Pinacoteca Vaticana.

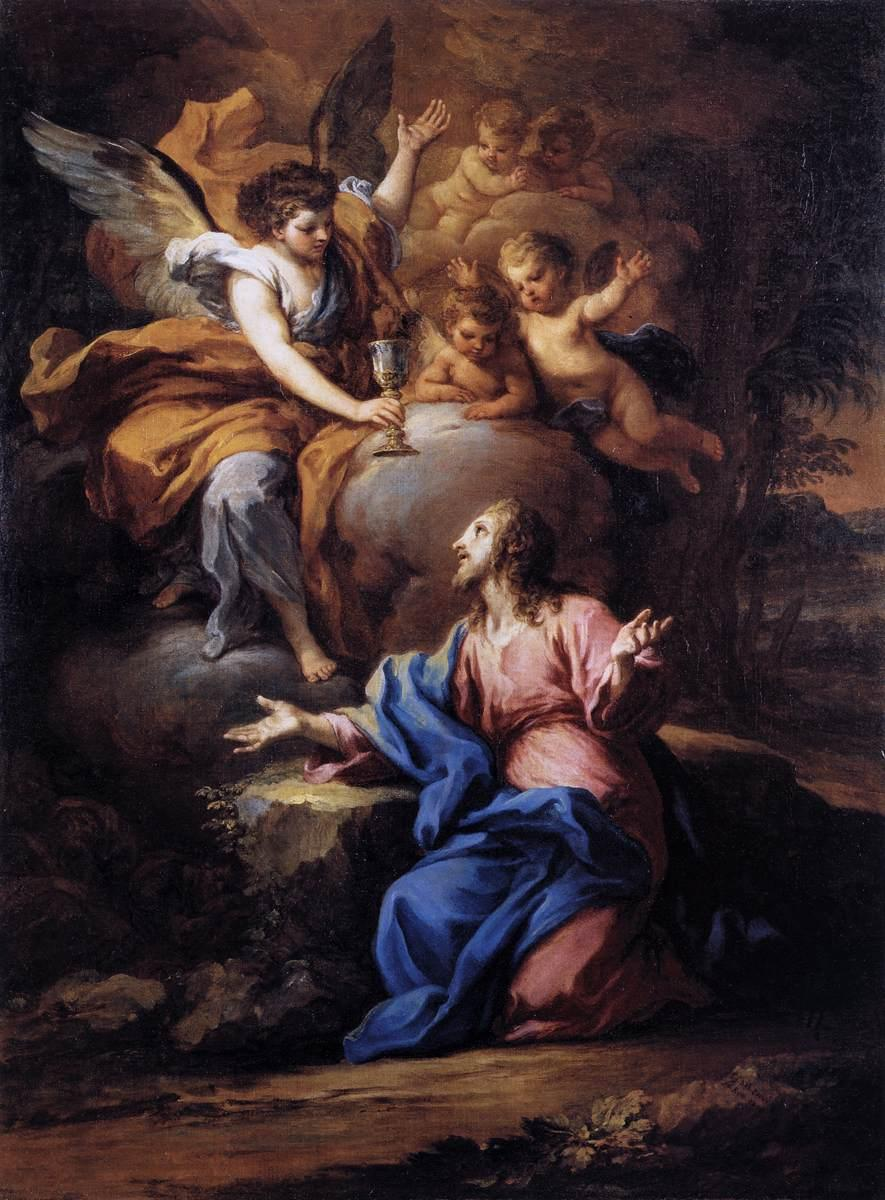
Gesù Cristo nel Giardino di Getsemani, Pinacoteca Vaticana.

- Madonna del Divino Amore, 1700, olio su tela, Chiesa di San Bartolomeo Apostolo, Sora.
- Immacolata, olio su tela ovale, Seminario vescovile di Sora.
- I tre Magi di fronte a Erode, olio su tela, 1714,  Gemäldegalerie Alte Meister a Dresda[1].
- Miracolo di San Clemente in Crimea, olio su tela, 1716, Gallerie nazionali d'arte antica a Roma[2]
- L'adorazione dei pastori, 1720, olio su tela
- Miracolo di San Turibio di Lima, olio su tela, 1726, Pinacoteca vaticana[3]
- Probatica piscina, 1732, chiesa della Santissima Annunziata, Siena, affresco
- Partenza di San Francesco Saverio per le Indie, Chiesa del Gesù (Ancona)
- San Giorgio e il Drago, Chiesa di San Giorgio, Siena, olio su tela
- Annunciazione, olio su tela
- Santa Teresa d'Ávila con la beata Vergine, olio su tela, concattedrale di Santissima Maria Assunta e San Catello, Castellammare di Stabia
- Il Cristo di Pozzano, serie di tre dipinti, olio su tela, basilica santuario di Santa Maria di Pozzano, Castellammare di Stabia
- Nascita della Vergine, olio su rame
- Susanna e i vecchioni, olio su tela
- San Giuseppe con bambino, affresco, basilica di San Gregorio Maggiore, Spoleto
- Sacra Famiglia, affresco, chiesa di San Filippo Neri, Spoleto
- Madonna col Bambino e San Giovannino, 1746, Palazzo Comunale, Spoleto
- Riposo durante la fuga in Egitto e Nascita della Vergine, due tele, ex chiesa di Santa Maria della Manna d'Oro, Spoleto
- Ultima comunione di San Benedetto, chiesa di San Benedetto a Militello in Val di Catania
- Madonna della Cintura, olio su tela, chiesa di Sant'Agostino di Reggio Calabria
- Madonna del Cuore, 1727, olio su tela, chiesa di Santa Maria Assunta, Gerano (RM)
- Madonna col Bambino, San Giovannino e San Carlo Borromeo, 1728, olio su tela, Pinacoteca Civica, Ascoli Piceno
- Madonna Immacolata, chiesa di Sant'Andrea Apostolo in Subiaco (RM)
- Presentazione di Maria al tempio, Convento della Presentazione al Tempio, a Monte Argentario (GR)
- Madonna delle Grazie con santi, olio su tela, chiesa di Santa Maria Infante in Minturno
- Battesimo di Cristo Teramo, Museo Civico di Teramo
- Presentazione di Gesù al Tempio 1720, santuario della Santissima Annunziata, Gaeta, tela
- L'Adorazione dei Magi 1720, santuario della Santissima Annunziata, Gaeta, tela
- San Pasquale Baylon, Cappella laterale, chiesa parrocchiale di Ardenno (So)
- Partenza di Rinaldo, Erminia tra i pastori 1731, Perugia, Galleria nazionale dell'Umbria
- Santa Chiara in gloria, Sulmona, chiesa di Santa Chiara, altare maggiore, olio su tela, anni cinquanta del XVIII secolo
- Giuda Maccabeo, Andria, chiesa di San Nicola Trimodiese (proveniente dalla chiesa benedettina della Madonna dei Miracoli)
- Apoteosi di San Corrado, pala d'altare, Noto, santuario di San Corrado di fuori.
- Madonna del Rosario con San Domenico e Santa Caterina da Siena, opera proveniente dalla chiesa della Madonna del Rosario di Catania e attualmente custodita nel Collegio San Tommaso d'Aquino, Linguaglossa, (Catania).
- Morte di Sant'Andrea Avellino, 1736c., olio su tela, opera custodita nella Cappella di Sant'Andrea Avellino della chiesa di San Giuseppe dei Teatini di Palermo.[4]
- Trionfo della Santissima Trinità, 1740c., olio su tela, opera custodita sull'altare maggiore della chiesa di Sant'Ignazio all'Olivella di Palermo.[5][6][7]
- San Filippo Neri, 1740, olio su tela, opera custodita nella cappella eponima della chiesa di Sant'Ignazio all'Olivella di Palermo.[5][6][7]
- Vergine Assunta e Immacolata, 1740, olio su tela, Parma, Galleria nazionale
- San Bernardo degli Uberti e chierico, 1740-1750, olio su tela, Parma, Galleria nazionale (in deposito dalla Diocesi)
- Vergine raffigurata con la Santissima Trinità e Santi Barnabiti, 1742, olio su tela, opera custodita nella chiesa di San Paolo dei Barnabiti di Macerata.
- Santa Cecilia in gloria, opera custodita nella Basilica di Santa Cecilia in Trastevere di Roma, 1725.
- La Vergine Assunta e San Sebastiano, opera custodita nella Chiesa dei Santi Luca e Martina di Roma, 1740 circa.
- Madonna con Bambino mentre parla con San Filippo Neri, opera custodita nella Basilica di San Lorenzo in Damaso di Roma, 1743.
- Apparizione di Cristo a Santa Chiara da Montefalco, opera custodita nella Basilica di Sant'Agostino in Campo Marzio di Roma, 1751 circa.
- Madonna  con Bambino, San Filippo Neri e San Francesco, opera custodita nella terza cappella a sinistra della Chiesa di Santa Maria in Monticelli di Roma.
- Madonna del Rosario, opera custodita nella Basilica di San Clemente al Laterano di Roma.
- San Domenico resuscita un muratore, opera custodita nella Basilica di San Clemente al Laterano di Roma.
- San Michele Arcangelo, opera custodita nella Chiesa di Santa Maria in Portico in Campitelli di Roma.
- Cristo in casa di Marta e Maria, opera custodita nella Chiesa di Santa Maria della Concezione in Campo Marzio di Roma, 1741.
- Morte di Sant'Andrea Avellino, 1749, olio su tela, opera proveniente dalla chiesa di Sant'Andrea Avellino e custodita nel Museo regionale di Messina.
- Apparizione della Vergine a San Giovanni nell'isola di Patmos, 1756, olio su tela, opera custodita nella chiesa della Santissima Trinità di Catania.
- Immacolata e San Filippo Neri, olio su tela, opera custodita nell'Oratorio di San Filippo Neri di Torino.
- Madonna del Carmelo, olio su tela, 1719c., chiesa di Santa Teresa alla Kalsa di Palermo.[8]
- San Filippo Neri raffigurato in atteggiamento adorante ai piedi del Bambin Gesù, olio su tela, attribuzione d'opera custodita nella cappella eponima della cattedrale di San Giovanni Battista di Ragusa.
- Madonna del Paradiso, 1761c., olio su tela, opera commissionata per la Cappella del Paradiso della Casa Santa dei Gesuiti, documentata in basilica cattedrale e altri luoghi di culto, oggi custodita nel santuario della Madonna del Paradiso di Mazara del Vallo.
- Madonna delle grazie con santi, olio su tela, Chiesa di Santa Maria Infante, Santa Maria Infante, Minturno.